# Cuphea hookeriana
Cuphea hookeriana là một loài thực vật có hoa trong họ Lythraceae. Loài này được Walp. mô tả khoa học đầu tiên năm 1843.